# Perfect Family
Perfect Family (en hangul, 완벽한 가족; McCune-Reischauer, Wanbyŏk'an kajok) es una serie de televisión surcoreana, basada en el webtoon homónimo publicado entre 2020 y 2021. Está dirigida por Isao Yukisada, y protagonizada por Park Joo-hyun, Yoon Se-ah, Kim Byun-cheol y Kim Young-dae. Se emitió por el canal KBS2 desde el 14 de agosto hasta el 19 de septiembre de 2024, en horario de miércoles y jueves a las 21:50 (hora local coreana). También está disponible en las plataformas Viki y Viu en algunos países del mundo.

## Sinopsis
Perfect Family cuenta la historia de la familia de Choi Sun-hee, una familia aparentemente feliz y perfecta donde comienzan a dudar cada vez más unos de otros después del asesinato de Park Kyung-ho, quien es amigo de Sun-hee.

## Reparto

### Principal
- Park Joo-hyun como Choi Sun-hee, una chica con un yo interior complejo que queda atrapado en un caso de asesinato y se enfrenta cara a cara con la verdad y los recuerdos de su pasado.[5][6]
- Yoon Se-ah como Ha Eun-joo, una ama de casa. Después de perder a su hijo en un accidente inesperado, decide adoptar a Sun-hee y criarla, y es una persona con un amor maternal feroz que hará cualquier cosa para protegerla.[7][8]
- Kim Byung-cheol como Choi Jin-hyuk, un exitoso abogado de un gran bufete. Es el padre adoptivo de Sun-hee y una persona que dejó su trabajo como fiscal y se convirtió en abogado para proteger a su hija. Es devoto de su esposa e hija y tiene una personalidad tranquila, racional y minuciosa.[9][10]
- Kim Young-dae como Park Kyung-ho, amigo de Sun-hee y el único hijo de una familia rica. Tiene una apariencia atractiva y una personalidad amable, y es un tipo popular que es bueno en todo. Kyung-ho, que se había confesado a Sun-hee varias veces, la salvó del peligro, pero a partir de ese momento le sobreviene la mala suerte.[11][12]

### Secundario
- Lee Si-woo como Ji Hyun-woo, un chico popular que es llamado el segundo mejor porque no ha podido salir del segundo lugar en votaciones o estudios. Está enamorado de Sun-hee, y cuando se entera de que está involucrada en la muerte de Kyung-ho, se sorprende y hace todo lo posible para ayudarla.[12][13]
- Choi Ye-bin como Lee Soo-yeon, una estudiante de segundo año de secundaria, fuerte y buena peleando, y agresiva cuando está de mal humor. Era amiga de Sun-hee desde sus días en la guardería, y se siente herida cuando esta no la reconoce cuando se reencuentran después de diez años; además, está molesta porque Sun-hee parece tan perfecta.[12][14]
- Yoon Sang-hyun como Choi Hyun-min, el hermano menor de Jin-hyuk, que a pesar de su buena apariencia y sus amables palabras, es un egoísta que solo se preocupa por su propio bienestar. Es una persona que no siente remordimientos a pesar de cometer malas acciones, utilizando a cualquiera cuando lo necesita.[15][16]
- Kim Do-hyun como Shin Dong-ho, detective de homicidios. Es una persona tenaz con habilidades naturales y sentido como detective, hasta el punto de que lo apodaron 'Perro de caza'. Sin embargo, un incidente del pasado se convierte en un trauma y provoca un punto de inflexión en su vida.[17]
- Bae Woo-jin como detective de homicidios, compañero de Dong-ho.[18]
- Kim Chang-wan como el señor Kim, el mayordomo de la familia de la Sra. Han, la persona que ha cuidado a la Sra. Han y a Jin-hyuk durante más de veinte años y desea la felicidad de esta familia más que nadie.

### Apariciones especiales
- Kim Myung-soo como Lee Sung-woo, detective novato de homicidios.[19]

## Producción
La serie es una producción de Victory Contents, está basada en el webtoon homónimo publicado entre 2020 y 2021 en Naver, y está dirigida por el japonés Isao Yukisada, director galardonado en numerosos festivales. Sobre los motivos que le llevaron a él, director de cine, a dirigir esta serie, declaró: «siempre me han interesado los dramas coreanos, así que quería ver de cerca el trabajo del personal y los actores coreanos [...] Me gustan las películas y los dramas coreanos que se centran en el lado oscuro de la humanidad, y la trama original de este drama era así. Pensé que era interesante ver cómo se revelaba una tras otra la verdad desconocida sobre la familia, y la transformación de un grupo de jóvenes en medio de un misterio y un drama humano».
El 31 de agosto de 2023 se presentó la producción a la prensa en un hotel de Seúl, y el comienzo del rodaje estaba previsto para el sucesivo mes de septiembre. El presupuesto total asciende a más de 14 000 millones de wones, es decir, unos 1200 millones por episodio, que Victory Contents planeaba amortizar con la emisión no solo en canales terrestres (en ese momento se mencionó MBN) sino también en plataformas de contenidos en vídeo, en principio Prime Video, que se quedaría con los derechos de transmisión fuera de Corea a cambio de garantizar los costos de producción de la seie más un cierto margen; la productora esperaba que generase unas ventas totales por más de 19 000 millones de wones.
Según el propósito de los productores, es un drama de misterio familiar enfocado a un público joven, familiarizado con el webtoon. Por lo que respecta al reparto, es el reencuentro de Kim Byeong-cheol y Yoon Se-ah, que vuelven a ser pareja después de la popular serie Sky Castle.
El 15 de julio de 2024 KBS distribuyó algunos fotogramas de la serie y confirmó la fecha de transmisión del primer episodio, asi como el horario. El 25 de julio se lanzó un cartel con los tres miembros de la familia protagonista. El 6 de agosto se lanzó el tercer avance, y cuatro días después vídeos previos de los dos primeros episodios, además del cartel principal con los nueve personajes más destacados.

## Estreno y recepción
KBS programó la serie para el miércoles y jueves, después de dos años de haber abandonado estos días en favor del lunes y martes; los pobres resultados de audiencia obtenidos con las últimas producciones están en la raíz de este cambio: ninguna desde 2021 superó el 10 % y hubo incluso alguna que no alcanzó el 1 %. Este cambio generó expectativas en los observadores, pero también preocupación porque se trataba de una operación arriesgada porque en la misma franja horaria del miércoles, y también del jueves, había programas de entretenimiento muy consolidados en otros canales.

### Audiencia
| Temporada | Temporada | Episodio número | Episodio número | Episodio número | Episodio número | Episodio número | Episodio número | Episodio número | Episodio número | Episodio número | Episodio número | Episodio número | Episodio número | Promedio |
| Temporada | Temporada | 1               | 2               | 3               | 4               | 5               | 6               | 7               | 8               | 9               | 10              | 11              | 12              | Promedio |
| --------- | --------- | --------------- | --------------- | --------------- | --------------- | --------------- | --------------- | --------------- | --------------- | --------------- | --------------- | --------------- | --------------- | -------- |
|           | 1         | —               | —               | 466             | —               | 424             | —               | 421             | —               | 496             | 475             | —               | —               | N/A      |

| Episodio | Fecha de emisión         | Índices de audiencia Nielsen Korea | Índices de audiencia Nielsen Korea |
| Episodio | Fecha de emisión         | Nacional                           | Seúl                               |
| --- | ------------------------ | ---------------------------------- | ---------------------------------- |
| 1 | 14 de agosto de 2024     | 2,6 % (21.ª)                       | 2,2 % (20.ª)                       |
| 2 | 15 de agosto de 2024     | 2,5 % (27.ª)                       | ND                                 |
| 3 | 21 de agosto de 2024     | 3,0 % (18.ª)                       | 2,9 % (17.ª)                       |
| 4 | 22 de agosto de 2024     | 2,3 % (28.ª)                       | ND                                 |
| 5 | 28 de agosto de 2024     | 2,7 % (17.ª)                       | 2,6 % (16.ª)                       |
| 6 | 29 de agosto de 2024     | 2,7 % (17.ª)                       | ND                                 |
| 7 | 4 de septiembre de 2024  | 2,7 % (17.ª)                       | 2,4 % (20.ª)                       |
| 8 | 5 de septiembre de 2024  | 2,6 % (19.ª)                       | ND                                 |
| 9 | 11 de septiembre de 2024 | 2,9 % (17.ª)                       | 2,6 % (19.ª)                       |
| 10 | 12 de septiembre de 2024 | 2,8 % (20.ª)                       | 2,6 % (20.ª)                       |
| 11 | 18 de septiembre de 2024 | 1,8 % (38.ª)                       | ND                                 |
| 12 | 19 de septiembre de 2024 | 3,1 % (18.ª)                       | ND                                 |
| Promedio | Promedio                 | 2,6 %                              | — (*)                              |
| - En la tabla superior, los números azules representan las calificaciones más bajas y los números rojos representan las más altas. - ‘ND’ señala que el dato no fue publicado. - (*) Se desconoce el promedio exacto porque no se publicaron los datos relativos a todos los episodios. |                          |                                    |                                    |